# Giuseppe Antonio Ceruti
Giuseppe Antonio Ceruti (* 1785 in Sesto; † 1860 in Mantua) war ein italienischer Geigenbauer. Er war der einzige Sohn und Nachfolger des Geigenbauers Giovanni Battista Ceruti.

## Leben und Werk
Kurz nach seiner Geburt zog seine Familie nach Cremona. Um 1805 arbeitete er nachweislich für seinen Vater. Seine „Karriere“ als Geigenbauer war alles andere als klar prädestiniert und geradlinig. Dementsprechend wurde er im nächsten Jahrzehnt in Cremona abwechselnd als „Holzwender“ und „Instrumentenbauer“ registriert. 1817, im Alter von 32 Jahren erbte er die Werkstatt seines Vaters. Aber die Jahre nach dem Tode seines Vaters waren in Hinsicht auf den Geigenhandel eher ruhige Jahre. Um finanziell über die Runden zu kommen, arbeitete Ceruti in dieser Zeit auch als Holzschnitzer und professioneller Kontrabassist. Auch in den 1830er und 1840er Jahren scheint er nicht regelmäßig als Instrumentenbauer tätig gewesen zu sein. 1838 zog Ceruti mit seiner Familie nach Mantua. In den frühen 1850er Jahren scheint er auch eine Weile in San Benedetto gelebt zu haben, ehe er 1856 wieder nach Mantua zurückkehrte. Für die Pariser Weltausstellung von 1855 fertigte er zwei Violinen. Für diese beiden vorgelegten Violinen erhielt er eine lobende Erwähnung auf der Weltausstellung.
Vor diesem etwas unsteten Lebenshintergrund des Geigenbauers Giuseppe Antonio Ceruti finden sich nur äußerst wenige Violinen von ihm im Umlauf. Sein Stil ist eindeutig seinem Vater verpflichtet. Seine Instrumente tragen häufig das Label von seinem Vater Giovanni Battista. Giuseppe Antonio Ceruti signierte die von ihm gebauten Instrumente erst nach dem Tode seines Vaters, als er die Fertigungsweise etwas modernisierte. Giuseppe Antonio Ceruti starb 1860 in Mantua. Sein Sohn Enrico Ceruti führte die Geigenbauertradition der Familie fort.